# Wilhelm Becker (Politiker, 1891)
Wilhelm Becker (* 3. Dezember 1891 in Münster; † 31. August 1957 in Düsseldorf) war ein deutscher Politiker (NSDAP) und von 1933 bis 1936 Mitglied im nationalsozialistischen Reichstag.

Wilhelm Becker

## Leben
Becker besuchte von 1900 bis 1903 die Volksschule in Münster und wechselte dann auf das Berliner Falk-Realgymnasium, das er 1908 mit der Mittleren Reife beendete. Vom 1. April 1908 war er bis zum 31. März 1912 Mitarbeiter im Generalsekretariat des Katholischen Windhorstordens. Während des Ersten Weltkriegs von 1914 bis 1918 war er im Infanterie-Regiment „von Lützow“ (1. Rheinisches) Nr. 25. Im Jahr 1918 wurde er vom Kriegsministerium mit der Durchführung der Kriegsbeschädigtenfürsorge beim Kyffhäuserbund beauftragt. Bis 1919 war er beim Helferdienst der SPD und zudem von 1918 bis 1933 Mitglied des Gesamtverbandes der Deutschen-Angestellten-Gewerkschaften. Von 1922 bis 1928 arbeitete er als Geschäftsführer einer Kölner Papiergroßhandlung. Zum 7. August 1925 trat er der NSDAP bei (Mitgliedsnummer 13.372) und wurde erster Ortsgruppenleiter der Kölner NSDAP-Ortsgruppe. Becker schied kurze Zeit später wieder aus der NSDAP aus. Von 1928 bis 1931 war er Geschäftsführer und Teilhaber einer Papierverarbeitungsfabrik in Krefeld. Nachdem er 1929 wieder der NSDAP beigetreten war, wurde er im selben Jahr Gaukommissar in Geldern. Ab 1931 hatte er diese Position für Krefeld-Kempen inne, wo er 1932 für ein paar Monate auch Kreisleiter war.

## Politik
Am 1. Januar 1933 wurde er Handelsvertreter und Teilhaber der Großhandlung „Wilh. Becker Bürobedarf“ in Krefeld. Zudem wurde er im November 1933 Abgeordneter im Deutschen Reichstag und NSDAP-Kreisleiter in Krefeld-Uerdingen. Im Zuge der Reaktionen der NSDAP auf den Röhmputsch wurde er am 30. Juli 1934 beurlaubt. Er war für kurze Zeit ehrenamtlicher Beigeordneter der Stadt Krefeld und wurde am 1. Oktober 1934 Gauamtsleiter für Sozialpolitik bei der Gauleitung Düsseldorf. Diese Position hatte er bis 1936 inne. In dem Jahr wurde er erfolglos für den Deutschen Reichstag vorgeschlagen, aus dem er daher im März 1936 ausschied. Der Katholik trat im Mai 1937 aus der Kirche aus. Um 1944/1945 verlegte er sein Unternehmen und seinen Wohnsitz nach Wuppertal. Anfang 1946 wurde er bei einem Besuch in Krefeld festgenommen und anschließend bis zum 12. März 1947 interniert. In einem Entnazifizierungsverfahren wurde er am 18. Juni 1948 als Minderbelasteter eingestuft.